# 1753 a tudományban
Az 1753. év a tudományban és a technikában.

## Események
- Benjamin Franklin feltalálja a villámhárítót.
- Megjelenik Carl von Linné Species Plantarum című műve

## Díjak
- Copley-érem: Benjamin Franklin

## Születések
- Franz Carl Achard német kémikus
- Lazare Nicolas Marguerite Carnot matematikus, fizikus